# کیرشهف (دهانه)
کیرشهوف یک دهانه برخوردی در ماه‌ است.

## دهانه‌های اقماری
این دهانه ۴ دهانه اقماری دارد.
| Kirchhoff | عرض جغرافیایی | طول جغرافیایی | قطر          |
| --------- | ------------- | ------------- | ------------ |
| C         | ۳۰.۳° N       | ۳۹.۷° E       | ۲۳.۰ کیلومتر |
| E         | ۳۰.۷° N       | ۴۰.۴° E       | ۲۶.۰ کیلومتر |
| G         | ۲۹.۸° N       | ۴۰.۲° E       | ۲۲.۰ کیلومتر |
| F         | ۳۱.۵° N       | ۴۰.۹° E       | ۲۳.۰ کیلومتر |